# Coryphaenoides orthogrammus
Coryphaenoides orthogrammus är en fiskart som först beskrevs av Smith och Lewis Radcliffe 1912.  Coryphaenoides orthogrammus ingår i släktet Coryphaenoides och familjen skolästfiskar. Inga underarter finns listade i Catalogue of Life.